# Gegam Alekian
Gegam Bagratowicz Alekian (ros. Гегам Багратович Алекян, orm. Գեղամ Բագրատի Ալեքյան, ur. 23 marca 1912 w Wagharszapacie, zm. 10 kwietnia 1998) – polityk Armeńskiej SRR.

## Życiorys
W 1932 ukończył technikum bawełniane w Wagharszapacie, później był słuchaczem kursów w Moskwie, pracował w organach Komsomołu. W listopadzie 1931 został przewodniczącym rejonowego biura młodych pionierów Komsomołu Armenii w Wagharszapacie, od lutego 1934 zastępcą przewodniczącego Centralnego Biura Młodych Pionierów przy KC Komsomołu Armenii, później do września 1937 kierował Wydziałem Pionierskim KC Komsomołu Armenii, od września 1937 do października 1940 był redaktorem odpowiedzialnym gazety „Pionier Kaczi”. Od października 1940 do stycznia 1942 był I sekretarzem Komitetu Miejskiego Komsomołu w Erywaniu, a od stycznia 1942 do sierpnia 1948 I sekretarzem KC Komsomołu Armenii, potem przeszedł do pracy w strukturach partyjnych i od sierpnia do listopada 1948 był III sekretarzem, a od listopada 1948 do lipca 1950 II sekretarzem Komitetu Miejskiego Komunistycznej Partii (bolszewików) Armenii w Erywaniu. Od lipca 1950 do lutego 1952 był I sekretarzem Komitetu Rejonowego KP(b)A w Eczmiadzynie (Wagharszapacie), od lutego 1952 do 1953 I sekretarzem Komitetu Miejskiego KP(b)A/KPA w Leninakanie (obecnie Giumri), w 1953 kierował Wydziałem Organów Partyjnych KC KPA, później do stycznia 1957 pracował w Ministerstwie Kultury Armeńskiej SRR. Od stycznia 1957 do października 1960 był I sekretarzem Komitetu Rejonowego KPA w Martuni, od października 1960 do 1966 był szefem jednego z zarządów przy Radzie Ministrów Armeńskiej SRR, później do kwietnia 1974 ministrem Armeńskiej SRR. Był odznaczony trzema Orderami Czerwonego Sztandaru Pracy (1944, 1967 i 1971) i Orderem „Znak Honoru”.